# Chatior
Un chatior (en russe : Шатёр) est une forme architecturale pyramidale, en général octogonale, qui est donnée aux éléments de la toiture tels des clochers, des tours, des porches des églises ou des bâtiments civils, en Russie. Il peut être de pierres ou de briques. Le mot se traduit par « en forme de tente ». Une église au toit en pyramide ou en forme de tente est désignée par les termes chatrovy khram. 

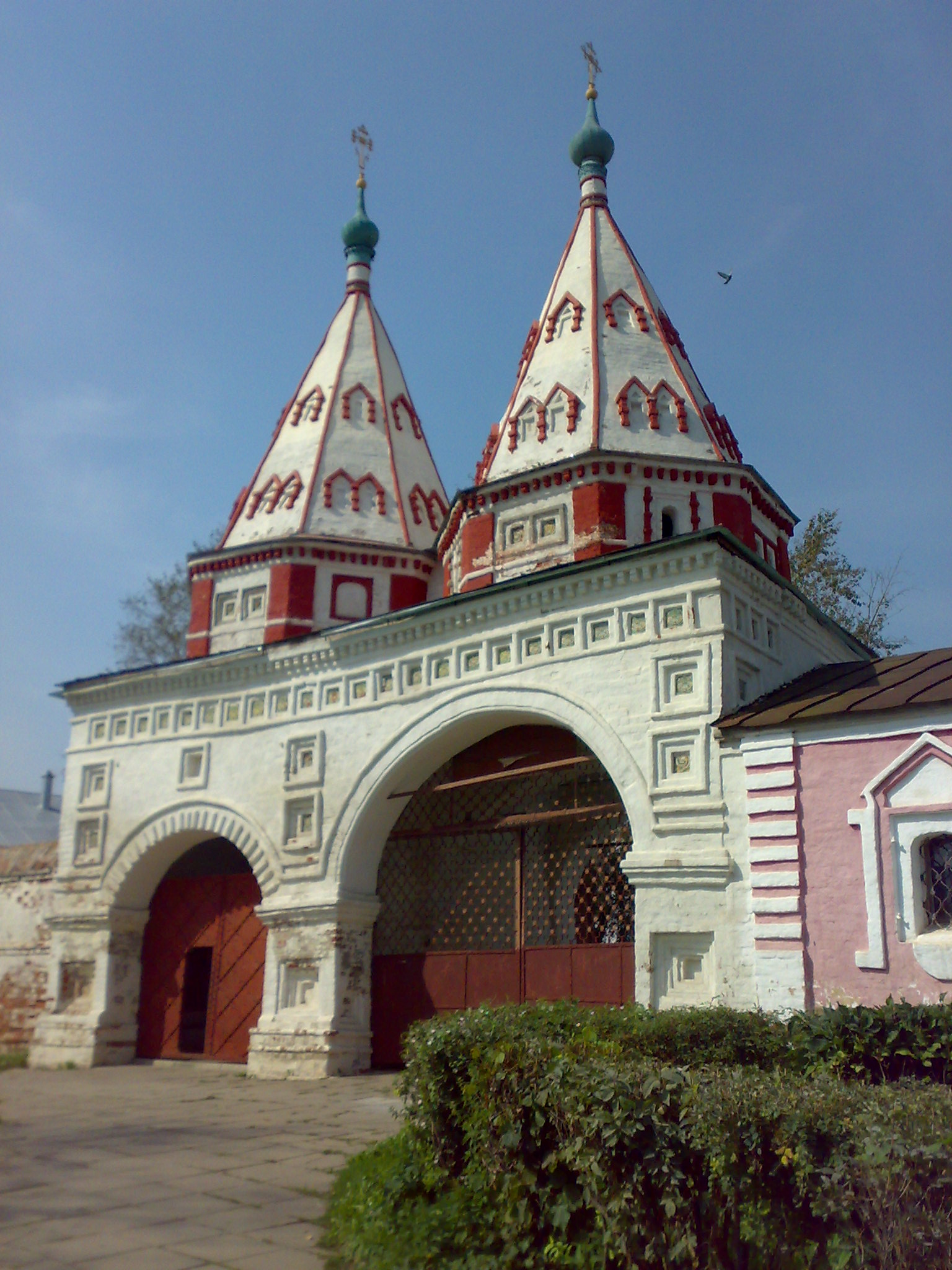
Monastère de la Déposition-de-la-robe-de-la-Vierge à Souzdal, Saintes portes.
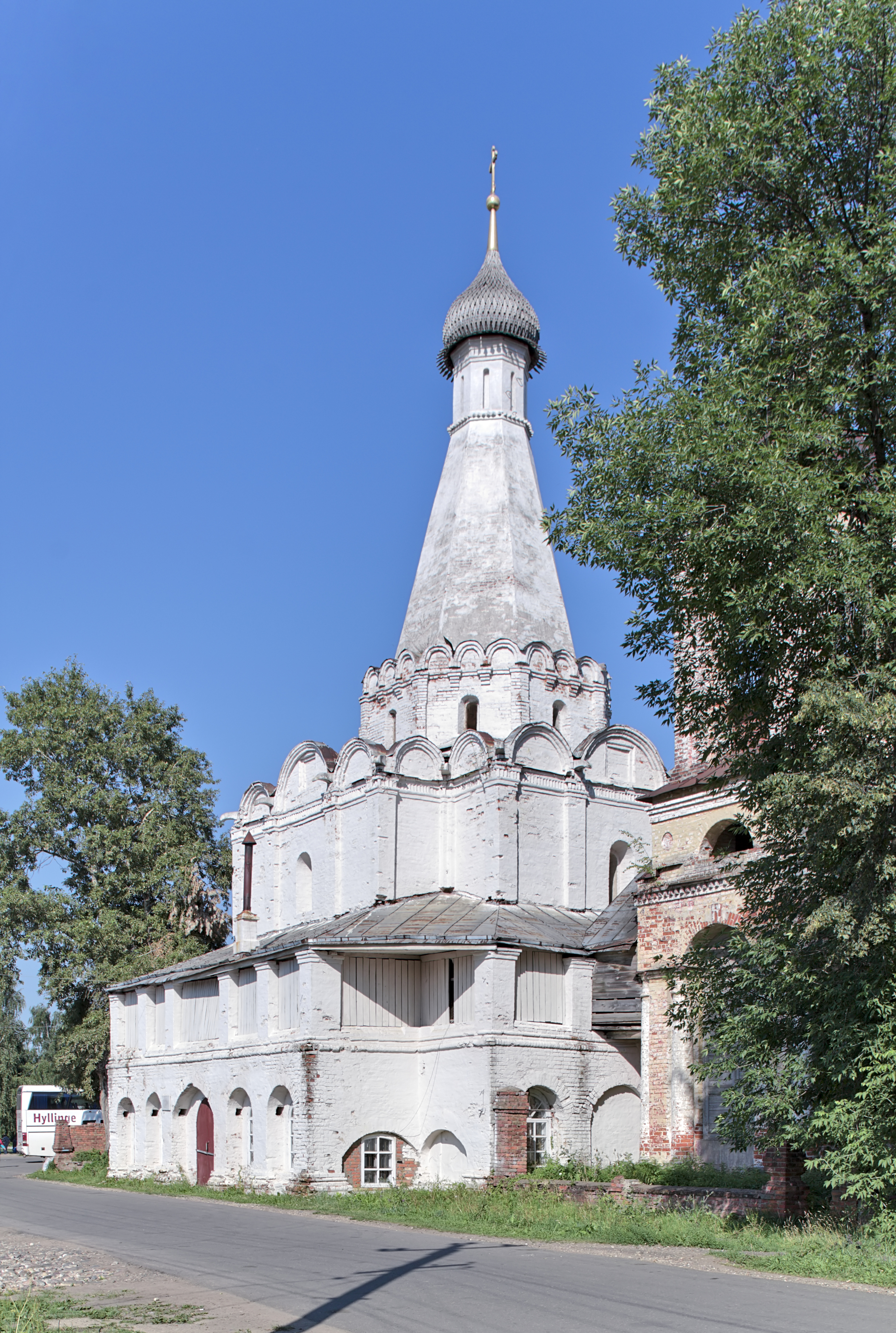
Église Saint-Pierre-le-Métropolite de Pereslavl-Zalesski.
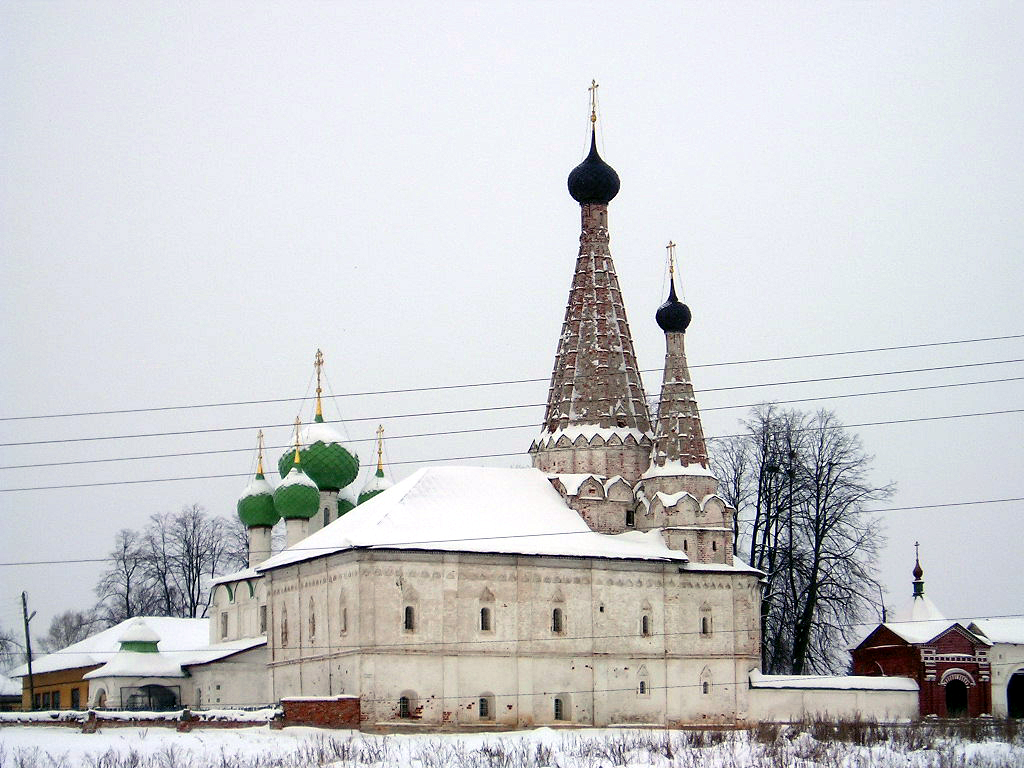
Monastère Alekseievski à Ouglitch.
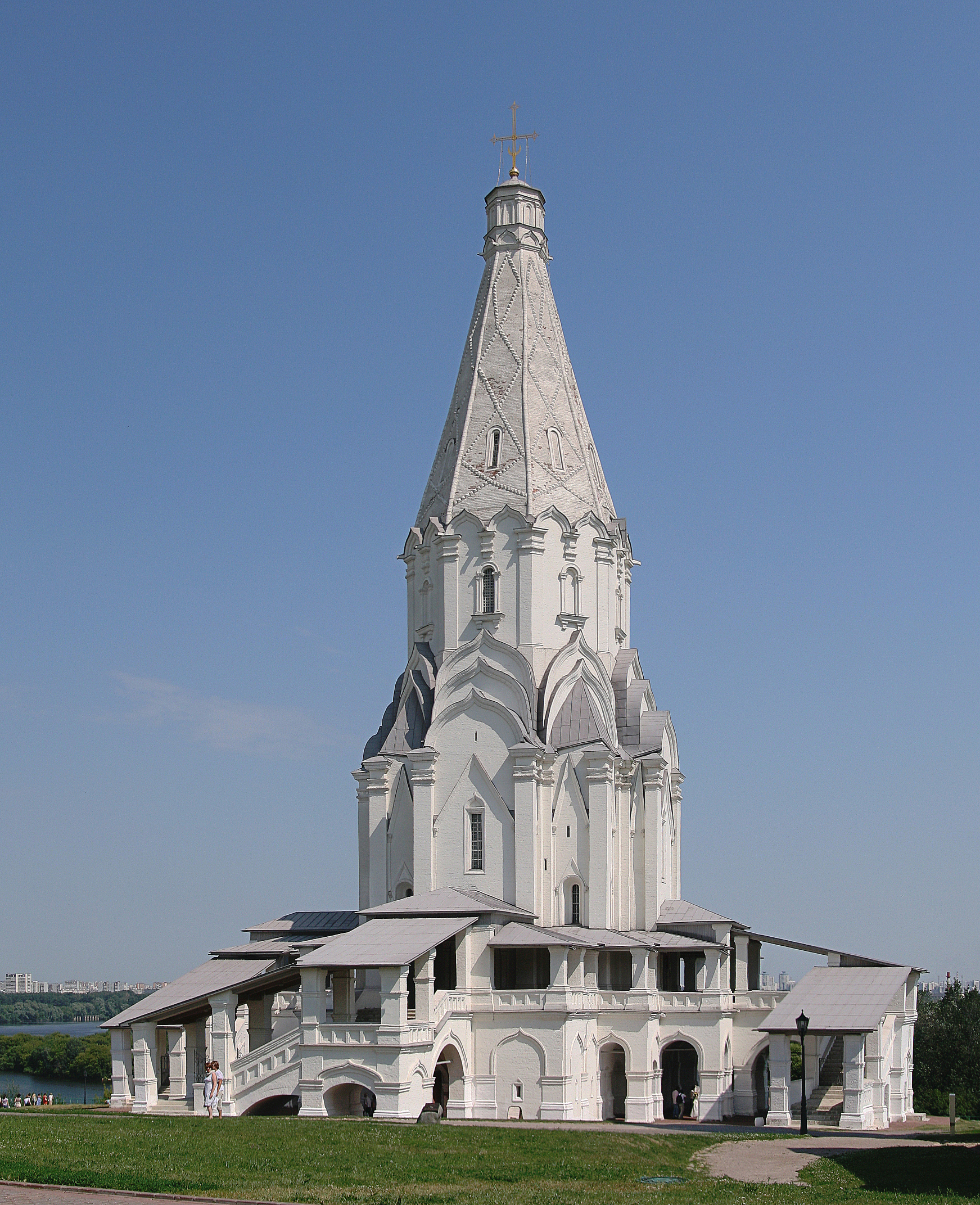
Église de l'Ascension à Kolomenskoïe.

Les formes des toits en pyramide s'adaptent mieux aux exigences des matériaux (en bois à l'origine) et du climat de la Russie que les coupoles byzantines. L'écoulement des eaux y est plus rapide et atteint directement le sol sans passer par des plates-formes moins pentues. Le faible relief de la Russie favorise des lignes élancées qui sont visibles de loin.
L'une des dernières églises à chatior construites à Moscou en 1635 est l'église de l'Intercession-de-la-Vierge de Medvedkovo. Suivant les prescriptions du patriarche Nikon, la forme des toitures d'églises est ensuite devenue le clocher à bulbe.